# 紹洛伊基
50°59′53″N 31°7′1″E / 50.99806°N 31.11694°E
紹洛伊基（烏克蘭語：Шолойки），是烏克蘭北部的村莊，隸屬切爾尼希夫州的切爾尼希夫區。該村始建於1715年，面積0.22平方公里，海拔高度116米，2001年人口82，人口密度每平方公里372.7人。